# Hinchada del Club Atlético Rosario Central
La hinchada del Club Atlético Rosario Central es un grupo organizado de aficionados del equipo homónimo de Argentina. Entre sus filas, cuenta con la presencia de barrabravas, denominada «Los Guerreros», que de acuerdo al Diario Clarín en 2006, es una de las más violentas del país, junto con los de Boca Juniors, River Plate.
Esta hinchada cuenta con ciertos rituales propios, como el «Lanzamiento de Toalla», los días 23 de noviembre en reconocimiento al partido que Rosario Central se impuso a su rival por 4 a 0 y este se dio por terminado a los 11 minutos del segundo tiempo por inferioridad numérica de Newell's. Otra fecha importante es el conocido como el «Día del Amigo Canaya», que es el 19 de julio, fecha de fallecimiento de Roberto Fontanarrosa, «La maratón Canalla» (se realiza a cada año desde 2008), y el más importante, el festejo de la Palomita de Poy, que se festeja todos los 19 de diciembre en distintas ciudades del mundo, se elevó una petición para que entre al libro Guiness como el gol más festejado de la historia.
En 2008, la revista inglesa UK Football realizó un ranking con las 50 hinchadas más vibrantes del mundo, cuyos resultados mostraron que en la primera posición figuraba la hinchada del AC Milan, luego la del Real Madrid, y tercera la del Galatasaray de Turquía. Entre las argentinas aparece como primera la de Rosario Central en el puesto 14, por la cantidad de ritos, himnos y caravanas. Segunda la de River Plate en el puesto 20, tercera aparece la hinchada de Boca Juniors en el 23, y cuarta la de Racing Club en el lugar número 48.
El 10 de diciembre de 2017 desplegó en el clásico en que venció 1-0 a Newell's Old Boys un telón de 530 metros, considerado el más grande del mundo.

## Convocatoria

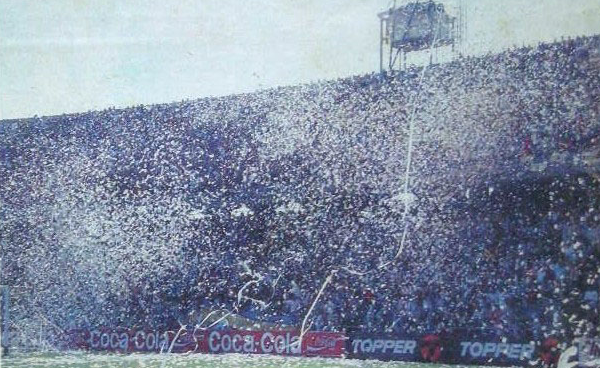
Popular norte del Gigante en 1989, en un partido clásico.

El Club Atlético Rosario Central fue fundado en 1889 por obreros del Ferrocarril Central Argentino; este origen vinculó a la institución con las clases sociales más humildes, lo cual garantizó su popularidad cuando el fútbol comenzó a masificarse en Argentina. Ya en los primeros años del siglo XX era el club rosarino con mayor cantidad de hinchas, lo cual le permitía tener una base mayor de futbolistas cuando el fútbol aun no era profesional. El apodo de canallas tiene varios posibles orígenes, dos de ellos vinculados con la hinchada. Uno refiere al mal comportamiento de los aficionados auriazules tras una derrota de su equipo ante Club Atlético Belgrano de Rosario en los años 1920, en la que llegaron a quemar la lona que rodeaba el perímetro de las tribunas. La otra, a una respuesta de los hinchas de Newell's al mote de leprosos, ya que estos provenían de un colegio privado con altos muros que simulaban un leprosario; a esta agresión respondían canallas a los centralistas para reflejar su desprecio por la pertenencia de sus rivales a las clases bajas.
En julio de 2014, la consultora brasileña Pluri realizó un ranking de los 60 clubes que más público llevaron a los estadios como local en todo el continente americano en la temporada 2013/14. Rosario Central se ubicó en el 6.º lugar (y 3.º en Argentina), con un promedio de 38.900 personas por partido como local, alcanzando una ocupación promedio del 86% de su estadio. Solo fue superado por River Plate, América de México, Seattle Sounders, Boca Juniors, y Tigres de México en ese orden.

## Barra brava

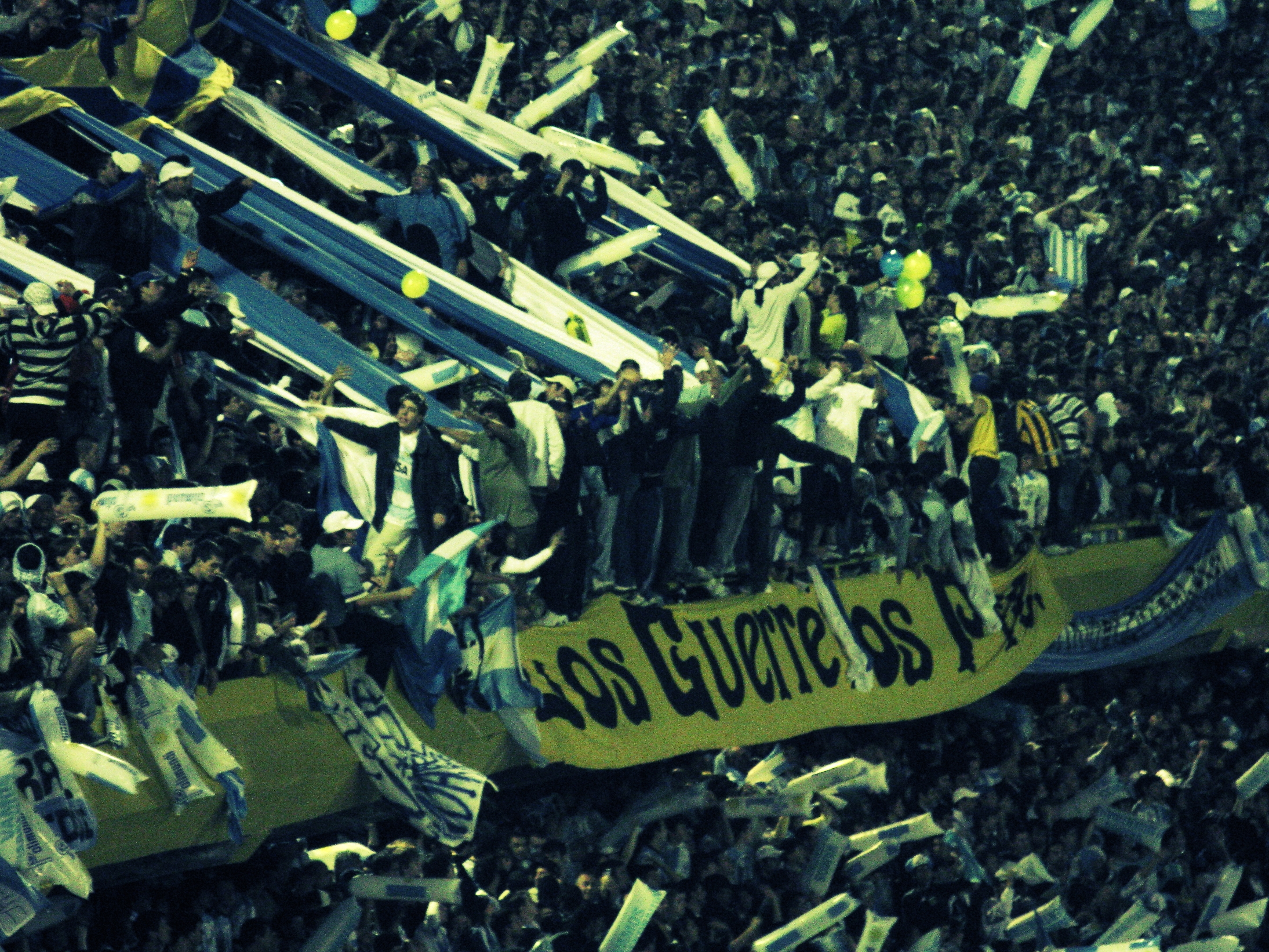
Imagen de la barra Los Guerreros en la tribuna popular norte del Gigante de Arroyito.

La primera organización de este tipo en la hinchada centralista se formó a mediados de los años 1960, con un grupo de jóvenes de familias humildes que buscaban hacer valer la supremacía de su club a través de cánticos, banderas y otros elementos; la denominada Barra del Bombo adquirió su nombre gracias a la notoriedad que cobró uno de sus integrantes, el Tula (muy identificado también con el peronismo), que destacaba por la utilización de su bombo en los partidos. Los hechos violentos que protagonizaban tenían que ver con peleas sin armas con otras hinchadas, viajar en tren y entrar a las canchas colados. Su predominio se extendió hasta fines de los años 1970, cuando sus integrantes dieron un paso al costado por cuestiones de edad. El 18 de octubre de 1967 uno de ellos, el Turco Espip, saltó al campo de juego en un encuentro ante San Martín de Mendoza y evitó que un remate del delantero rival Benito Valencia se convirtiera en gol. Durante este periodo forjaron varias amistades con otras hinchadas, en particular con la de San Lorenzo de Almagro.
En la década de 1980 ocupó el liderazgo la Banda Fina, cuyo cabecilla Marcelo Vitamina Barberis era una persona a la que se relacionaba con hechos de fraude, pero que en la hinchada destacó por buscar la masificación de la asistencia a los partidos de visitante. Llegó incluso a fundar una agrupación política, el RC 2000, para oponerse al presidente Víctor Vesco, con quien mantenía una mala relación; con Osvaldo Rodenas encabezando su lista, logró desbancar al Escribano en 1992, tras 22 años de gobierno de este. Pero la corta estancia de la nueva dirigencia en el poder y el retorno de Vesco produjeron su desplazamiento en favor de Juan Carlos Bustos, quien lideró la Banda del Chapero; para entonces la violencia de las barras en Argentina había ido creciendo, utilizándose armas blancas y de fuego en los enfrentamientos.
A fines de los años 1990 inició una cruenta pelea entre los Chaperitos, comandados por los hijos del ya retirado Bustos, y los Pillines, un grupo que formaba parte de los Guerreros del Infierno encabezado por Andrés Bracamonte, alias Pillín. La violencia entre los grupos se expresaba tanto en las tribunas como en las calles, hasta que en 2002 los Pillines lograron imponerse. Bracamonte, junto a Paquito Ferreyra en los primeros años, condujo a los Guerreros como líderes del paravalachas, aun cuando existieron algunos coletazos de su enfrentamiento con los Chaperitos, que se dio por terminado con la muerte de uno de ellos, Juan Alberto Bustos.
A los Pillines se les ha endilgado no solo diversos hechos de violencia (amenazas, asesinatos), sino también negocios con reventa de entradas, cuidado de  autos en las inmediaciones del estadio y hasta propiedad de pases de juveniles. Con el destape de la causa de Los Monos se encontraron fuertes vinculaciones con esta banda criminal dedicada principalmente al narcotráfico, otro de los negocios ilícitos en el que habitualmente incurren las barra bravas de los clubes argentinos.

### Amistades

#### Amistad conSan Lorenzo
Nunca estuvo claro el comienzo de la amistad entre cuervos y canallas, lo que es seguro es que data de la década de 1970, posiblemente luego de que J. D. Perón (presidente en su tercer mandato de 1973 a 1974) hizo una convocatoria a las hinchadas más populares del país, entre ellas la de Central y el Ciclón (San Lorenzo) . Fue una de las amistades más antiguas y sentidas del fútbol argentino, era común ver en todos los partidos de San Lorenzo banderas y camisetas de Rosario en las tribunas locales y lo mismo sucedía en el Gigante de Arroyito. Fue tan fuerte la amistad que trascendió el mundo de las "Barras" para convertirse también en una hermandad entre los propios hinchas que solían intercambiar camisetas, pulseras, gorros y banderas. En Rosario y Boedo, era común también ver pintadas que hacían alusión a la amistad entre el cuervo y la academia (aún se mantienen algunas). También, coreaban juntos durante los partidos canciones en donde se mencionaban a ambos clubes y la amistad. Uno de los momentos más significativos sucedió en la última fecha del Torneo Clausura de 1995. San Lorenzo estaba segundo a un punto del puntero (Gimnasia) y debía disputar la última fecha frente a Central en Rosario. Gimnasia, por su parte, definía de local ante Independiente, sabiendo que si ganaba era campeón. 30.000 cuervos viajaron a Rosario para ver el partido, con la comodidad que ofrecieron los canallas para el ingreso y la cantidad de entradas. Sanlorencistas y académicos compartieron tribunas, banderas y cánticos. El ciclón, que no lograba coronarse campeón hace 21 años, derrotó a Rosario 0-1 y Gimnasia cayó ante el rojo, por lo que San Lorenzo pudo festejar. Ambas hinchadas invadieron el campo de juego con banderas de los dos clubes y compartieron el largo festejo.
A consecuencia de la fuerte amistad entre San Lorenzo y Central, sus clásicos rivales, Huracán y Newell's respectivamente, formaron una amistad entre ellos, por lo que a los encuentros clásicos comenzaron a asistir las hinchadas amigas, y el ambiente se volvía aún más caldeado. Lo mismo ocurría cuando se enfrentaban San Lorenzo - Newell's o Rosario Central - Huracán. Para aumentar aún más la rivalidad entre cuervos y leprosos, tuvieron encuentros cruciales y decisivos que sumaron a la "pica" que existía de por sí, donde hubo consagraciones, condenas y eliminaciones. El enfrentamiento entre San Lorenzo y Newell's se llegó a vivir casi con la misma intensidad que un clásico, y algo parecido ocurrió con Rosario Central - Huracán. Se sucedieron diversos hechos de violencia entre las hinchadas de San Lorenzo y Newell's, donde en algunas ocasiones también participaron simpatizantes de Rosario y Huracán que estaban allí por las amistades antes mencionadas. La más trágica ocurrió el 13/04/1988 cuando murió un hincha de San Lorenzo (Marcelo Burgos) tras un enfrentamiento entre las barras de San Lorenzo y Rosario Central contra la de Newell's y efectivos policiales. Fue luego de un partido entre el Ciclón y la Lepra.
A principios de siglo, después de aproximadamente 30 años, las barras bravas de San Lorenzo y Central terminaron con la amistad. Si bien no es seguro, lo más probable es que el inicio de la ruptura haya sido causado por la definición del Apertura 1999, donde Central y River definían el campeonato. Los millonarios se enfrentaban a San Lorenzo en la última fecha y, con una victoria del ciclón, Central tenía chances de aspirar al título. El partido terminó 2-2 y la barra brava canalla acusó a la de San Lorenzo de no intervenir para que el equipo juegue con todo y así darle una mano a los rosarinos. A partir de entonces, y cada vez más con el correr del tiempo, los enfrentamientos entre Rosario Central y San Lorenzo si hicieron más complicados. En sus visitas a Rosario, los hinchas del ciclón denunciaban apedreamientos y emboscadas por parte de los canallas, mientras estos últimos acusaban de traidores a los cuervos. Este clima tenso se repitió con el correr de los años.
A pesar de estos hechos, la inmensa mayoría de cuervos y canallas siguieron compartiendo la misma amistad e incluso llevando adelante viejos rituales como el intercambio de camisetas, gorros y banderas.
Ese cariño y respetuo mutuo, que se mantuvo entre la mayorías de los hinchas genuinos, se vio reforzado por la reconciliación entre las Barras. En un partido que disputaban San Lorenzo y Rosario Central en el Nuevo Gasómetro, parte de la Barra Brava del canalla, que estaban vestidos con ropa deportiva de Central, estuvo junto a La Gloriosa Butteler (Barra Brava de San Lorenzo) en la tribuna local, donde se colgó una bandera Argentina con ambos escudos que decía "Más que amigos hermanos". Incluso institucionalmente, además, en julio de 2019, la cuenta oficial de Rosario ratificó la amistad con el ciclón (más allá de las barras) cuando saludó y felicitó por Twitter a hinchas y directivos de San Lorenzo tras lograr la posesión legal de los terrenos en Boedo reconociendo ser un "amigo histórico" del cuervo, con el siguiente mensaje: "El Club Atlético Rosario Central felicita a los socios, directivos e hinchas de @SanLorenzo por la vuelta al barrio de Boedo, su lugar de pertenencia. ¡De un amigo histórico, felicitaciones Ciclón!" .
Hoy en día la vieja e histórica amistad se ha afianzado nuevamente. En el partido entre San Lorenzo y Central en el Nuevo Gasómetro perteneciente a la fecha 16 del Campeonato de Primera División 2022, ambas hinchadas compartieron la previa en la Ciudad Deportiva del ciclón, donde se viralizó la foto de una bandera con ambos escudos que decía "Bajo el sol compartiendo entre amigos. Butteler y Guerreros", con las letras del color de ambas instituciones. Luego, muchos hinchas canallas se hicieron presentes en la tribuna local del cuervo con indumentaria de Central y hasta entonaron sus propias canciones junto a los hinchas del ciclón.

#### Amistad conChacarita
La amistad data de más de 50 años y es común ver pintadas en San Martín y Arroyito haciendo alusión a la hermandad, e hinchas del funebrero con la remera de su club en el Gigante y viceversa en San Martín.

##### Otras amistades
En menor medida con Gimnasia de Jujuy y con San Martín de Tucumán.
Fuera de su país, arguyen a su amistad con La Sangre Azul del Cruz Azul, en la 'Conexión "Chelo"', quienes en reiteradas ocasiones ha visitado a la porra mexicana para asesorarle

### Rivalidades
Los hinchas de Rosario Central mantienen una gran rivalidad histórica con los de su clásico rival, Newells Old Boys. Muchos sostienen que es el clásico más apasionante y peligroso del país ya que tiene varios antecedentes de enfrentamientos entre las dos hinchadas que terminaron con graves heridos y hasta incluso con muertos (también han tenido innumerables encuentros con la policía).

#### Otras rivalidades
Además, mantiene rivalidad con Huracán (clásico rival de San Lorenzo, con el que mantuvo -y mantiene nuevamente- una histórica amistad), Independiente (durante mucho tiempo amigo de Newell's), Racing (antiguamente amigo del canalla pero tras pelea de las barras se disolvió y la relación pasó a ser muy mala), Colón (Los de Siempre), Unión (en muchísima menor medida), Boca y River.

## Encuestas

### A nivel nacional

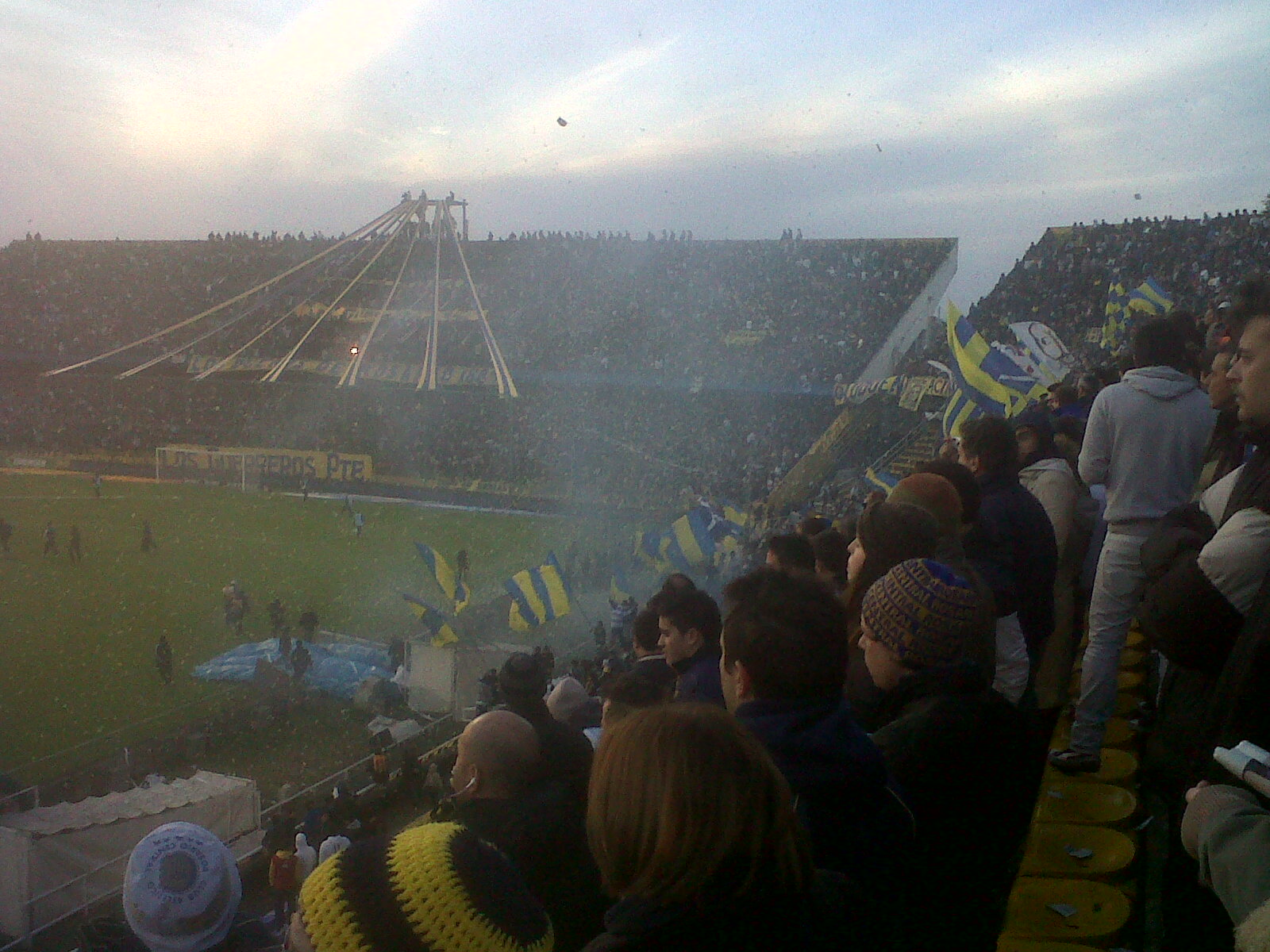
Hinchada de Rosario Central recibiendo al equipo.

Según una encuesta realizada en Argentina por la Consultora Equis en marzo de 2012, ubica a Rosario Central como la 6.ª hinchada en el país en cuanto a cantidad de simpatizantes se refiere. En otra encuesta realizada anteriormente por la misma consultora entre los meses de septiembre y octubre de 2009, Rosario Central figura en el sexto puesto de mayor cantidad de hinchas en el país. Según el estudio, la hinchada de Central está ubicada -con el 1,8% de los adherentes- detrás de las de Boca Juniors (40,6%), River Plate (32,4%), Independiente (5,4%) Racing (4,3%) y San Lorenzo de Almagro (3,8%), siendo el club con más simpatizantes del Interior del país, y el tercero (detrás de Boca y River) en la Región Centro del territorio argentino, la cual incluye a las provincias de Santa Fe, Entre Ríos, Córdoba y Buenos Aires (con excepción del Gran Buenos Aires).
Según otra encuesta realizada también por esta misma consultora (Equis) en el mes de marzo de 2006, Rosario Central ya figuraba también en el sexto puesto de mayor cantidad de hinchas en Argentina. Según el estudio, la hinchada de Central ya estaba ubicada sexta, con el 1,7% de los adherentes.
Otro sondeo similar a nivel nacional fue realizado por la Consultora Ipsos en el mes de octubre de 2005. El mismo, ubica a los canallas -con el 4% de los adherentes de Argentina- como la quinta hinchada en el país, incluso por delante de Racing.
Otras encuestas, como la realizada por la consultora Entrepreneur para la revista El Gráfico del 11 de septiembre de 1998, ubican a Rosario Central -similar a la encuesta de Equis- en la sexta posición en cuanto a la cantidad de simpatizantes en Argentina, con el 3,2% de los adherentes. En el siguiente orden: Boca, River, Independiente, Racing, San Lorenzo, Rosario Central.
Una encuesta realizada en la edición del domingo 27 de agosto de 1995 por la Revista "Viva" (complemento dominical del Diario Clarín), también pone -con el 4,9%- al club de Arroyito en el quinto puesto en cantidad de hinchas; por delante de San Lorenzo y Newell's.
En cuanto al promedio de cantidad de simpatizantes en todo el país, según una encuesta realizada por el Diario Clarín en 2009, para el concurso El Gran DT, sobre más de 2.000.000 de casos:
1. (43.765) Rosario Central es el sexto.
2. (38.193) Estudiantes de La Plata es el séptimo.
3. (36.424) Newell's Old Boys es el octavo.
4. (28.168) Vélez Sarsfield es el décimo.
5. (16.154) Huracán es el duodécimo.

Un sondeo producido por el matutino porteño Clarín durante 2010 por el Bicentenario argentino, ubica a Central en el sexto puesto entre los “más populares del país”. El estudio, muestra la cantidad de hinchas de cada club por cada 100 personas, arrojando que Rosario Central poseería 3 hinchas por cada 100, siendo solo superado por Boca Juniors (40), River Plate (33), Independiente (5), Racing Club (4), y San Lorenzo (4).
El 8 de octubre de 2014 la empresa Fútbol Para Todos, transmisora de los partidos de primera división de Argentina, dio a conocer el ranking de hinchas por equipos que surgía de aquellos que habían bajado la aplicación del programa. La misma daba Rosario Central en la sexta ubicación por detrás de Boca Juniors, River Plate, Independiente, Racing Club y San Lorenzo de Almagro. Sobre un total de casi 300mil usuarios, 5248 declararon ser hinchas de Rosario Central, aproximando el 1,8% del total nacional.
Entre enero y fines de marzo de 2015 la página web de TyC Sports realizó un "Censo Nacional de Hinchas". Con la participación de casi 250 mil usuarios que votaron, Rosario Central se ubicó 3.º en el país (con un 9,94% de los votos), solo siendo superado por Boca Juniors y por River Plate, en ese orden.

### A nivel local
La encuesta realizada por la Consultora Mansilla en noviembre de 1994, ubica a Central como el club con más hinchas en la Ciudad de Rosario con un 45% de los simpatizantes.
En la encuesta de la Consultora Entrepreneur hecha para la revista El Gráfico de septiembre de 1998, Rosario Central vuelve a figurar en primer lugar en adhesión de hinchas en la ciudad con un 40% de las preferencias contra un 35% del segundo ubicado.
A su vez, la encuesta realizada por la Consultora Ipsos, de octubre de 2005, revela que Rosario Central es el club con más hinchas en la ciudad, teniendo el 42% de las preferencias, sacándole 15 puntos al segundo.
Otra encuesta realizada por la Secretaría de Medios de la Nación, en diciembre de 2006, indica que Central posee el 33,7% de adhesión en Rosario, mientras que su rival de toda la vida llega al 18%.

## Hinchas famosos
- Adrián Abonizio (músico, cantante)
- Alberto Olmedo (humorista, actor)
- Alina Moine (periodista, conductora)
- Ángel Correa (futbolista Campeón del Mundo)
- Ángel Di María (futbolista Campeón del Mundo)
- Antonio Agri (violinista)
- Ariel Aleart (periodista)
- Erminio Blotta (escultor Escuela Argentina 1892-1976)
- Ayelén Stepnik (jugadora de hockey de Las Leonas)
- César Luis Menotti (exfutbolista, entrenador de fútbol campeón del Mundo en 1978)
- Chiqui Abecasis (humorista, actor)[65][66]
- Delia Garcés (actriz)
- Enrique Llopis (músico, cantante)
- Ernesto Che Guevara (político, escritor, médico)[67][68][69]
- Fabián Gallardo (músico, cantante)
- Federico Molinari (gimnasta olímpico)
- Fito Páez (músico, cantante)
- Gerardo Rozín (periodista, productor, conductor)
- Jerónimo de la Fuente (jugador de rugby de Los Pumas)
- Jorge Fandermole (músico, cantante)
- José Octavio Bordón (político)
- Juan Carlos Baglietto (músico, cantante)
- Juan Imhoff (jugador de rugby de Los Pumas)
- Lalo de los Santos (músico, cantante)
- Leonardo Senatore (jugador de rugby de Los Pumas)
- Libertad Lamarque (actriz, cantante)
- Litto Nebbia (músico, cantante)
- Liz Solari (modelo)[70]
- Luciana Geuna (periodista)
- Lucila Vit (modelo)[71]
- Luis Rubio (humorista, actor, creador del personaje de Éber Ludueña)
- Maju Lozano (conductora, humorista)
- María Fiorentino (actriz, periodista)
- Mario "Pájaro" Gómez (músico, cantante de Vilma Palma e Vampiros)
- Mónica Gutiérrez (periodista, conductora)
- Nadia Podoroska (jugadora de tenis)[72][73]
- Osvaldo Bayer (escritor, historiador, periodista)[74][75]
- Pablo Pino y Fernando Aime (líder y guitarrista respectivamente de la banda de rock Cielo Razzo)[76][77]
- Quique Pesoa (periodista, locutor, escritor)
- Reynaldo Sietecase (periodista, escritor)
- Rita La Salvaje (vedette)
- Rocío Robles (modelo, bailarina, actriz)[78][79]
- Roberto Fontanarrosa (escritor, humorista gráfico)
- Silvina Garré (músico, cantante)
- Silvina Luna (vedette, actriz, conductora)
- Valeria Schapira (periodista, escritora)
- Victoria Villarruel (Política, vicepresidente de la Argentina)[80][81]

## La OCAL

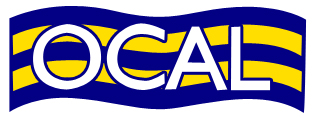
Logo representativo de la OCAL.

Esta agrupación de hinchas se formó en el Sanatorio Americano de la ciudad de Rosario en 1966 como el nombre de Organización Canalla Anti-Lepra, por un grupo de profesionales de la salud que buscaron canalizar la pasión que sentían por Central y la aversión hacia Newell's. Fueron reclutando a conocidos que siguieran estas ideas y se designó como líder al llamado Gran Lama, de quien no se conoce su verdadera identidad. A partir de la semifinal por el Nacional 1971 en la que Rosario Central eliminó a Newell's con gol de palomita de Poy, encontraron su máxima expresión, comenzando a celebrar anualmente la victoria y posicionando a Aldo Poy como su prócer máximo, determinando la fecha de su cumpleaños (14 de septiembre) como la Navidad ocalista. De aquel partido además la OCAL conserva el apéndice del futbolista de Newell's Ricardo José De Rienzo, quien marcaba a Poy al momento de realizar la palomita y al día siguiente debió ser intervenido quirúrgicamente por una apendicectomía. Sobre fines de 1974 el Gran Lama dio a conocer una encíclica denominada Odium inutilis en la cual expresaba que el amor por la camiseta propia debía ser superior al odio hacia el rival, por lo que la entidad cambiaba su nombre a Organización Canalla para América Latina. Así, otras actividades refieren a la difusión de la pasión por el club de Barrio Arroyito por todo el mundo; un ejemplo es la travesía que a fines de la década de 1990 realizaron por Cuba para reivindicar la figura del Che Guevara como hincha de Rosario Central, con la participación incluso de su hijo Ernesto en la recreación de la palomita de Poy. Por su cercanía con el escritor y humorista Roberto Fontanarrosa, tanto la OCAL como algunos de sus integrantes son a menudo mencionados en cuentos de este autor (19 de diciembre de 1971, El ocho era Moacyr, Cenizas, entre otros).

### Festejo de la Palomita de Poy
La primera celebración de la mencionada victoria se realizó a pocos días del hecho, el 10 de enero de 1972; la OCAL organizó una denominanda cena de la victoria, y a partir de entonces fijó el compromiso de celebrar la Palomita todos los 19 de diciembre. En las últimas décadas el festejo se realizó en diferentes lugares: Mallorca, Barcelona, Montevideo. Miami, Santiago de Chile, entre otros. Además la organización ha ido nombrando misioneros ocalistas, hijos de hinchas de Central nacidos a partir de junio de 1999 que asumen el compromiso de estar presentes en la celebración del centenario de la Palomita en el año 2071.

## Día del amigocanaya
Al cumplirse en 2008 el primer aniversario del fallecimiento de Roberto Fontanarrosa, se instituyó el 19 de julio como el Día del amigo canaya, para recordar uno de los más reconocidos hinchas de la institución; suelen llevarse a cabo muestras y reuniones auspiciados por el club y por grupos de centralistas. Fontanarrosa incluía habitualmente en sus relatos e historietas al club de sus amores, y en 2007 creó a pedido de la comisión directiva un nuevo emblema para el cuadro auriazul: El Canaya. Éste es un dibujo de un hincha en postura efusiva y con el corazón en la boca; fue incorporado a la camiseta de Central, manteniéndose hasta 2013. También fue reproducido en forma de estatuilla para representar al Premio Anual a la Cultura Canaya Roberto Fontanarrosa, otorgado por la secretaría de cultura del club entre 2007 y 2011.

## El Día del Abandono y el lanzamiento de toalla
El 23 de noviembre de 1997 Rosario Central venció 4-0 a Newell's en el clásico disputado por la 14.ª jornada del Torneo Apertura 1997. El encuentro fue suspendido a los 65 minutos de juego por inferioridad numérica del rival; Newell's había sufrido ya cuatro expulsiones, el entrenador Mario Zanabria agotó los cambios y seguidamente el jugador José Óscar Herrera se tiró al piso, declarando no poder seguir y de esta forma el árbitro Roberto Ruscio procedió a dar por terminado el encuentro. Los hinchas de Central consideran que esta situación fue planeada por Newell's para evitar ser goleados por una diferencia aun mayor, por lo que declararon al 23 de noviembre como el Día del Abandono; para celebrarlo, año a año han realizado una competencia denominada lanzamiento de toalla, como mofa a la actitud del rival. Otra derivación de este partido es el habitual saludo que los canallas hacen mostrando cuatro dedos, en alusión al resultado.

## Rosario Central de Cataluña
El día 30 de mayo de 2004 quedó oficialmente constituido el Club Atlético Rosario Central de Cataluña. Se trata de un club deportivo y social integrado por argentinos residentes en Cataluña, uruguayos, catalanes retornados, y abierto a toda persona residente en Cataluña que tenga simpatía por Rosario Central.